# Caster Semenya
Mokgadi Caster Semenya (* 7. Januar 1991 in Pietersburg) ist eine südafrikanische Mittelstreckenläuferin und mehrfache Olympiasiegerin sowie Weltmeisterin im 800-Meter-Lauf. Für die Saison 2020 hatte die intergeschlechtliche Athletin als Fußballerin beim JVW FC einen Vertrag unterschrieben.

## Werdegang und Debatte um Intergeschlechtlichkeit
Semenya wurde im Dorf Ga-Masehlong in der Nähe von Pietersburg, dem heutigen Polokwane, geboren. Sie ist eine intergeschlechtliche Frau, die bei der Geburt als weiblich eingestuft wurde.
Semenya studierte ab 2009 Sportwissenschaften an der Universität Pretoria.
Bei den Juniorenweltmeisterschaften 2008 in Bydgoszcz schied sie im 800-Meter-Lauf noch mit einer Zeit von 2:11,98 min in der Vorrunde aus. Im folgenden Jahr stellte sie im Juli mit 1:56,72 min eine Weltjahresbestleistung auf.
Bei den Weltmeisterschaften 2009 in Berlin gewann sie die Goldmedaille im 800-Meter-Lauf. In persönlicher Bestzeit von 1:55,45 min distanzierte sie die Kenianerin Janeth Jepkosgei Busienei und die Britin Jennifer Meadows auf den folgenden Plätzen um über zwei Sekunden.
Im Vorfeld des WM-Laufes kamen erste Mutmaßungen hinsichtlich einer möglichen Intergeschlechtlichkeit Semenyas auf. Als Indizien wurden die ungewöhnliche Leistungssteigerung innerhalb nur eines Jahres, die tiefe Stimme und das maskuline Aussehen genannt. Ein Startverbot lehnte der Leichtathletikverband IAAF mangels Beweisen ab. Nach ihrem deutlichen Sieg in Berlin reagierte der Verband jedoch auf die zunehmenden Zweifel und ordnete einen Test zur Überprüfung des Geschlechts von Semenya an. Die Entscheidung wurde in Südafrika mit Empörung aufgenommen und auch von Menschenrechtsaktivisten wurden die Tests kritisiert.
IAAF-Generalsekretär Pierre Weiss teilte der Presse mit: „Es ist klar, dass sie eine Frau ist, aber vielleicht nicht zu 100 Prozent.“ Ansonsten verzichtete die IAAF darauf, Presseberichte über Semenyas angebliche Intergeschlechtlichkeit zu kommentieren. Kurz danach wurde bekannt, dass der südafrikanische Leichtathletikverband (ASA) bereits vor den Weltmeisterschaften bei Semenya einen Geschlechtstest angeordnet hatte, um die Startberechtigung für Frauenrennen zu prüfen. Daraufhin gelangte Verbandspräsident Leonard Chuene in die Kritik, der gemeinsam mit Politikern Tests stets bestritten und die IAAF für die Behandlung des Semenya-Falles kritisiert hatte.
Anfang November 2009 wurde Leonard Chuene samt Präsidium von der South African Sports Confederation and Olympic Committee (SASCOC) suspendiert, nachdem sein Verband zuvor Abbitte für das Fehlverhalten im Fall der 800-Meter-Weltmeisterin geleistet hatte.
Zwei Wochen später teilte das südafrikanische Sportministerium mit, dass Semenya die Goldmedaille und das Preisgeld behalten dürfe. Die medizinischen Untersuchungen wurden weiterhin vertraulich behandelt.
Am 6. Juli 2010 gab die IAAF bekannt, dass Semenya mit sofortiger Wirkung wieder bei den Frauen starten darf. Im Zuge der durch den Fall Semenya ausgelösten Kontroverse passte das Internationale Olympische Komitee im Juni 2012 die für die Olympischen Spiele in London gültigen Richtlinien zu weiblichem Hyperandrogenismus an. Danach müssen sich weibliche Athleten, bei denen durch das Vorliegen eines für Männer typischen Androgenwertes ein Wettbewerbsvorteil gegenüber anderen Frauen vermutet wird, einer androgensenkenden Behandlung unterziehen, wenn sie weiterhin an Wettkämpfen unter Frauen teilnehmen wollen. Im Mai 2011 hatte bereits die IAAF entsprechende Regeln eingeführt.
2011 musste sich Semenya bei den Weltmeisterschaften in Daegu über 800 Meter nur der Russin Marija Sawinowa geschlagen geben und gewann mit einer Zeit von 1:56,35 min die Silbermedaille. Ab November 2011 wurde sie von der mosambikanischen Olympiasiegerin und mehrfachen Weltmeisterin Maria de Lurdes Mutola trainiert. Bei den Olympischen Spielen 2012 in London belegte Semenya mit 1:57,23 min erneut nach Sawinowa den zweiten Platz. Sawinowa wurde jedoch 2015 wegen Dopings disqualifiziert, so dass Semenya die Goldmedaillen der Weltmeisterschaften 2011 und der Olympischen Spiele 2012 zuerkannt wurden.
Für die Teilnahme an den Weltmeisterschaften 2013 in Moskau konnte sich Semenya nicht qualifizieren, da sie nach Überstehen einer langwierigen Knieverletzung die geforderte Normzeit verfehlte.
2015 wurden die Regeln zur Androgenbehandlung vom Internationalen Sportgerichtshof aufgehoben und der IAAF zwei Jahre Zeit gegeben, die medizinische Notwendigkeit zu beweisen. Sportlerinnen mit erhöhtem Testosteronspiegel dürfen seither ohne Behandlung wieder an Wettkämpfen teilnehmen, was bei Semenya mit einer signifikant gestiegenen Leistung einherging: Nachdem sie bei den Weltmeisterschaften 2015 im 800-Meter-Lauf noch als Letzte ihres Halbfinallaufes gescheitert war, steigerte sie ihre Vorjahresbestzeit (1:59,59 min) bei den Olympischen Spielen 2016 in Rio de Janeiro als Siegerin mit persönlicher Bestleistung und nationalem Rekord um mehr als vier Sekunden auf 1:55,28 min, einer Zeit, die seit etwa zehn Jahren nicht mehr erreicht worden war.
Bei den Weltmeisterschaften 2017 in London verteidigte Semenya ihren Titel im 800-Meter-Lauf erfolgreich. Außerdem gewann sie im 1500-Meter-Lauf hinter Faith Kipyegon aus Kenia und Jennifer Simpson aus den Vereinigten Staaten die Bronzemedaille. Am 27. August 2017, zwei Wochen nach den Weltmeisterschaften, stellte sie beim ISTAF Berlin eine neue Weltbestleistung auf über die nichtolympische Distanz von 600 Meter mit 1:21,77 min.
2018 siegte Semenya bei den Commonwealth Games in Gold Coast sowohl über 800 als auch über 1500 Meter. Beim Meeting de Paris steigerte sie ihre 800-Meter-Bestleistung auf 1:54,25 min und setzte sich damit auf den vierten Platz der ewigen Weltbestenliste. Im 400-Meter-Lauf der Afrikameisterschaften in Asaba blieb sie mit ihrer Siegerzeit von 49,96 s erstmals unter der 50-Sekunden-Marke. Zwei Tage später triumphierte sie auch im 800-Meter-Lauf und unterbot in 1:56,06 min den 25 Jahre alten Meisterschaftsrekord ihrer Trainerin Maria de Lurdes Mutola um zwei Zehntelsekunden.
Ende April 2019 siegte Semenya bei den Südafrikanischen Meisterschaften über 5000 Meter.
Im Jahr 2024 gab Semenya ihre Absicht bekannt, Präsidentin des Leichtathletik-Weltverbandes World Athletics zu werden.

## Medizinische Befunde
Semenya besitzt männliche XY-Chromosomen und einen natürlich erhöhten Testosteronspiegel.
Maßgeblich für die Wirkung des Testosterons ist allerdings seine körperliche Rezeption. Es gibt Menschen, die einen (männlichen) XY-Chromosomensatz aufweisen, aber deren Körperzellen keine Testosteronrezeptoren haben – sie werden meist als „weiblich aussehend“ wahrgenommen und leben oft als Frauen. Sie weisen einen seltenen männlichen, geschlechtlich unklaren bis zu komplett weiblichen Phänotyp auf. Diese Form der Intersexualität wird als Androgen-Insensitivitäts-Syndrom (AIS) bezeichnet, das vermutlich auf einer Störung der Geschlechtsentwicklung durch 5α-Reduktase-2-Mangel beruht.  Ob die betroffenen «XY-Frauen» bei Sportwettkämpfen gegenüber anderen Frauen einen physischen Leistungsvorteil haben, ist umstritten.
Bei Semenya ist ihre Intersexualität infolge des AIS anatomisch damit verbunden, dass sie von Geburt an keine Eierstöcke und Gebärmutter, dafür aber innenliegende Hoden besitzt; letztere verursachen den hohen Testosteronspiegel. Damit ist eine medizinische Parallele gegeben zu einem Fall im österreichischen Skirennsport; die Weltmeisterin Erika Schinegger, bei der durch einen Geschlechtstest 1968 ein vergleichbarer Phänotyp festgestellt wurde, transitionierte allerdings später zu Erik Schinegger.

## Gerichtliche Verfahren

### Internationaler Sportgerichtshof
Am 1. Mai 2019 verkündete der Internationale Sportgerichtshof (CAS) seine Entscheidung über die neue Regelung der IAAF zur Testosteron-Obergrenze von fünf nmol/l für Frauen bei Rennen zwischen 400 Meter und einer Meile, die Läuferinnen mit einem 46,XY-Chromosomensatz zwingen soll, sechs Monate vor internationalen Wettkämpfen ihren Testosteronspiegel mit Medikamenten zu senken (Gesamt-Testosteron bei Männern: 10,4–34,7 nmol/l, bei Frauen vor den Wechseljahren: < 3 nmol/l, siehe Geschlechtsüberprüfung beim Sport). Er bestätigte mit 2:1 Stimmen zwar die Ansicht der Klägerseite (bestehend aus Semenya und dem südafrikanischen Leichtathletikverband ASA), dass eine Diskriminierung vorliege, diese sei aber notwendig, angemessen und verhältnismäßig, um die Integrität der Frauenleichtathletik zu schützen. Angemahnt wurde aber auch, dass ständig auf die Fairness der Umsetzung der Verordnungen zu achten sei und diese gegebenenfalls anzupassen seien. Mögliche Nebeneffekte der Hormonbehandlung könnten in Zukunft zu einem anderen Urteil führen. Für die Distanzen von 1500 Meter und einer Meile hielt der CAS außerdem die Beweislage für einen Leistungsvorteil für gering und empfahl eine Aussetzung der Regel diesbezüglich.

### Schweizer Bundesgericht
Semenya erhob Beschwerde vor dem Schweizer Bundesgericht und verlangte eine Aussetzung der Regel. Diese wurde vom Gericht Ende Juli 2019 im Eilverfahren abgelehnt. Die Gewährung provisorischer Massnahmen erfordere bei  erster summarischer Prüfung eine hohe Erfolgswahrscheinlichkeit. Dies sei vorliegend nicht der Fall. Mit Entscheid vom 25. August 2020 wies das Gericht die Beschwerde Semenyas endgültig ab. Das Gericht sah in den Forderungen von World Athletics keinen Verstoß gegen die öffentliche Ordnung der Schweiz.

### Europäischer Gerichtshof für Menschenrechte
Ende Februar 2021 gab Semenya bekannt, beim Europäischen Gerichtshof für Menschenrechte (EGMR) Klage gegen das Urteil des Schweizer Bundesgerichtes eingereicht zu haben. Im März 2023 verschärfte der Leichtathletikverband World Athletics die Regeln für Athleten mit Störungen der Geschlechtsentwicklung; seitdem müssen diese den Testosteronspiegel mindestens 24 Monate lang vor Wettkämpfen unter einen Grenzwert von 2,5 nmol/l gesenkt haben. Semenyas Klage gegen die Schweiz war vor dem EGMR im Juli 2023 erfolgreich. Die Richter urteilten mit einer 4:3-Mehrheit, Semenya sei diskriminiert worden. Sie habe keine ausreichenden institutionellen und verfahrensrechtlichen Garantien erhalten, die ihr eine wirksame Prüfung ihrer Beschwerden ermöglicht hätten. Die Regeln von World Athletics selbst wurden durch die Entscheidung des EGMR jedoch nicht aufgehoben und World Athletics erklärte, dass die Vorschriften ungeachtet der Entscheidung des EGMR „in Kraft bleiben“ würden. Auf Antrag der Schweiz wurde der Fall an die Große Kammer des EGMR verwiesen. Diese entschied im Juli 2025 letztinstanzlich, Semenya sei nicht diskriminiert worden, habe aber auch „kein faires Verfahren erhalten“. Es bestehe ein „strukturelles Ungleichgewicht“ in der Sportgerichtsbarkeit und das Schweizer Bundesgericht habe eine dadurch erforderliche „besonders strenge Prüfung“ ihrer Persönlichkeitsrechte nicht durchgeführt. Semenya wurde deshalb Schadensersatz in Höhe von 80.000 Euro zugesprochen.

## Privates
Im Januar 2017 heiratete Semenya ihre Partnerin Violet Raseboya, nachdem sich das Paar bereits im Dezember 2015 in einer traditionellen Zeremonie das Jawort gegeben hatte.

## Bestleistungen
- 400 m: 49,62 s, 8. September 2018, Ostrava
- 600 m: 1:21,77 min, 27. August 2017, Berlin
- 800 m: 1:54,25 min, 30. Juni 2018, Paris
- 1000 m: 2:30,70 min, 2. September 2018, Berlin
- 1500 m: 3:59,92 min, 4. Mai 2018, Doha
- 2000 m: 5:38,19 min, 11. Juni 2019, Montreuil
- 3000 m: 9:04,20 min, 6. Mai 2021, Potchefstroom
- 5000 m: 15:32,14 min, 28. Mai 2021, Durban

## Auszeichnungen
2014 wurde Semenya mit dem südafrikanischen Order of Ikhamanga in Bronze ausgezeichnet. 2020 wurde sie vom Magazin Forbes eine der 50 mächtigsten Frauen Afrikas genannt.